# Homaka
Homaka (ou Homaga, Ouamago, Homaka) est une localité du Cameroun située dans le canton de Limani, dans la commune de Mora, dans le département du Mayo-Sava et la région de l'Extrême-Nord.  

## Géographie
Homaka se situe à l'extrême nord du département, à 30 km au Nord de Mora, à la limite de la frontière avec le Nigeria et à proximité du Parc national de Waza.
La localité fait partie des zones inondables de la commune de Mora. Ses sols s'inondent en saison des pluies et se fendillent en saison sèche.

## Économie
En plus de l'élevage traditionnel, on trouve à Homaka une pêche à l'anguille, ainsi que de l'apiculture d'introduction récente. 
Homaka possède un marché qui contribue à l'économie locale.

## Population
En 1967, on comptait 261 personnes dans la localité.
Lors du recensement de 2005, 256 personnes y ont été dénombrées, dont 137 hommes et 119 femmes.

### Ethnies
On trouve à Homaka des populations arabes Choa, Kanouri et Mafa.

## Boko Haram
Le village de Homaka, proche de la frontière et qui comporte un poste militaire, a été touché par les attaques de Boko Haram.
Le 3 juillet 2017, un kamikaze de Boko Haram fait exploser sa bombe à Homaka, au milieu d'une groupe d'habitants. 4 personnes sont tuées, plusieurs sont blessées
Le 4 juillet 2017, le poste avancé est attaqué à l'arme lourde. Les assaillants cherchaient probablement à causer des victimes militaires et récupérer des armes.